# Robert Voves

a Compétitions nationales et continentales officielles uniquement.

b Matchs officiels uniquement.
Robert Voves, né le 12 décembre 1981, est un joueur de rugby à XV, qui joue en équipe de République tchèque, évoluant au poste de deuxième ligne (2,02 m pour 116 kg). pratiquant de boxe thai, kick boxing et mma. Palmarès exceptionnel de 37 combats 31 victoires pour 29 KO. Champion de Muay thai de République Tchèque 

## Carrière

### En club
- Prague rugby
- Sporting nazairien rugby 2004-2005
- Limoges rugby  France 2005-2007 (Pro D2)
- Union Bordeaux Bègles  France 2007-2008 (Pro D2)
- RC Narbonne  France 2008-2012 (Pro D2)
- Prague rugby depuis 2012
- Champion de Muay thai de république Tchèque

## Palmarès

### En club palmarès exceptionnel de 37 combats 31 victoires pour 29 KO
http://sport.lidovky.cz/foto.aspx?r=ln-sport-ostatni&c=A161021_231748_ln-sport-ostatni_atv&foto=ATV66c99a_Bob_Voves2.jpg

### En équipe deRépublique tchèque
Débuts en équipe nationale: 22,9.2001 République Tchèque - Belgique. 
Robert Voves a connu sa première sélection le 26 février 2005 contre le Portugal. 
Il a joué le Championnat Européen des Nations 2004-2006.
Il a disputé un des deux matchs décisifs de la qualification pour la Coupe du monde de rugby à XV 2007.